# ليليان فوكس
ليليان فوكس (بالإنجليزية: Lillian Fuchs)‏ هي معلمة موسيقى وملحنة أمريكية، ولدت في 18 نوفمبر 1901 في نيويورك في الولايات المتحدة، وتوفيت في 5 أكتوبر 1995 في إنغلوود في الولايات المتحدة.

## وصلات خارجية
- ليليان فوكس على موقع ميوزك برينز (الإنجليزية)
- ليليان فوكس على موقع أول ميوزيك (الإنجليزية)
- ليليان فوكس على موقع ديسكوغز (الإنجليزية)